# L’amour est bleu
L’amour est bleu – utwór greckiej piosenkarki Vicky Leandros napisany przez André Poppa i Pierre’a Coura i umieszczony na płycie studyjnej artystki o tym samym tytule z tego samego roku. 
W 1967 roku utwór reprezentował Luksemburg w 12. Konkursie Piosenki Eurowizji organizowanym w Wiedniu. 8 kwietnia został wykonany przez piosenkarkę jako drugi w kolejności i zajął ostatecznie czwarte miejsce z 17 punktami na koncie. Dyrygentem orkiestry podczas występu był Claude Denjean.
W 1968 roku francuski dyrygent Paul Mauriat nagrał swoją wersję piosenki pt. „Love Is Blue”. Utwór dotarł do pierwszego miejsca amerykańskiej listy przebojów i zajął drugie miejsce w rocznym zestawieniu. W tym samym roku swoje wersje utworu nagrali także m.in. amerykański piosenkarz Al Martino (z płyty pt. Love Is Blue), Bing Crosby (z płyty pt. Thoroughly Modern Bing), brytyjski gitarzysta rockowy Jeff Beck oraz amerykański zespół R&B The Dells (z płyty pt. Love Is Blue z 1969).

## Lista utworów
7" winyl single
1. „L’amour est bleu” – 2:59
2. „Les amoureux” – 3:15

7" winyl EP
A1 „L’amour est bleu” – 2:59
A2 „Le soleil a quitté ma maison” – 2:19
B1 „Les amoureux” – 3:15
B2 „Le tour du monde” – 2:32